# Taeniophyllum daroussinii
Taeniophyllum daroussinii är en orkidéart som beskrevs av Pierre Tixier och André Guillaumin. Taeniophyllum daroussinii ingår i släktet Taeniophyllum och familjen orkidéer.
Artens utbredningsområde är Vietnam. Inga underarter finns listade i Catalogue of Life.